# Moord op Anne de Ruyter de Wildt

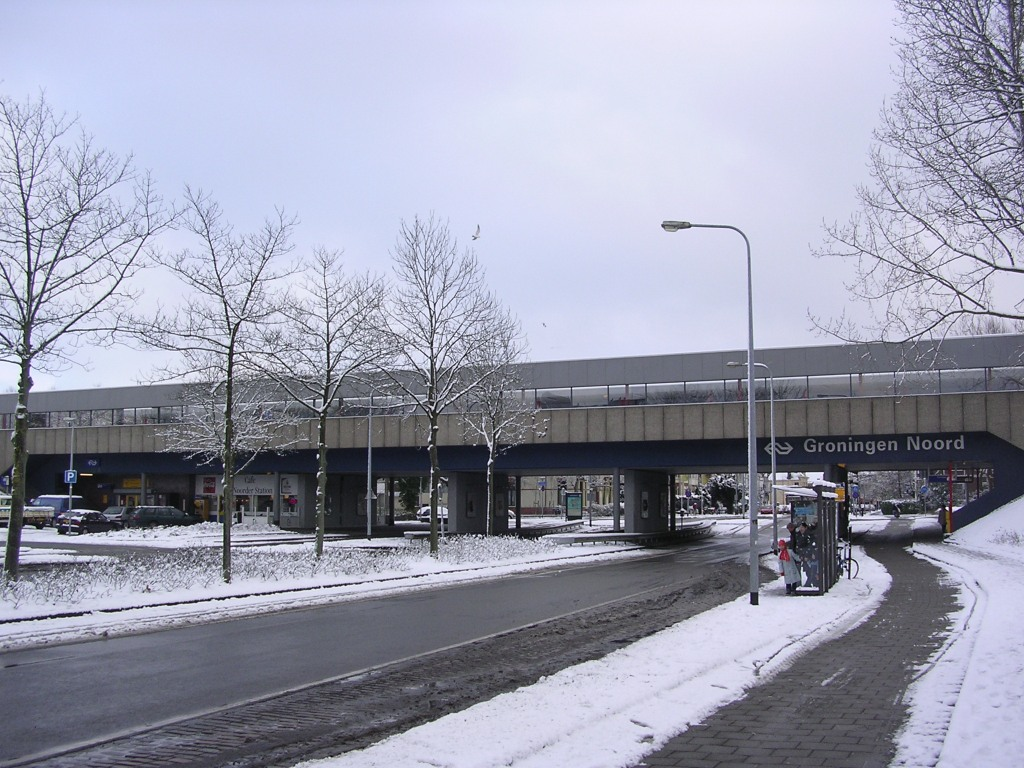
Station Groningen Noord, waar het lichaam van Anne de Ruyter de Wildt werd gevonden

De moord op Anne de Ruyter de Wildt was een gebeurtenis die in de nacht van woensdag 30 april op donderdag 1 mei 1997 plaatsvond. Het lichaam van De Ruyter de Wildt werd op 1 mei 1997 gevonden langs het spoor bij het Station Groningen Noord in Groningen, ze was gewurgd. De vrouw studeerde sociologie in Groningen.
De moord op Anne de Ruyter de Wildt zorgde voor veel onrust in Groningen en omgeving, want de moord was er één in een serie van zeven moorden op jonge vrouwen in dezelfde omgeving. De vader van Anne is advocaat te Groningen. Jaap de Ruyter de Wildt vond dat de politie onvoldoende aandacht besteedde aan de moorden en richtte mede daarom de Stichting Groningen Veilig op. In 1999 legde hij contact met misdaadverslaggever Peter R. de Vries. Samen onderzochten ze de zaak nogmaals, politie en justitie werkten mee aan dit onderzoek. Ook de man die in eerste instantie door de politie en media als dader werd gezien, glazenwasser Johnny M. uit Leek, werkte mee aan het onderzoek.
Uiteindelijk zorgde nieuw DNA-onderzoek in 2000 voor een doorbraak in de zaak. Justitie kwam de verdachte op het spoor door DNA-onderzoek van het Nederlands Forensisch Instituut (NFI) in Rijswijk. Dit onderzoek leidde tot een match in de DNA-databank, en de 29-jarige Henk Smid werd aangehouden. Uit verder onderzoek bleek dat Smid ook de moordenaar was van de in augustus 1994 vermoorde Annet van Reen uit Utrecht.
Henk Smid is een junk, hij was al vanaf zijn twaalfde verslaafd en heeft bijna zijn halve leven in de gevangenis gezeten. Het bleek dat hij vijf dagen voor de moord op Anne vrijkwam uit de gevangenis in Maastricht. In de dagen na zijn vrijlating gebruikte hij veel drank en drugs en was hij zeer agressief. Hij was onder invloed van drank en drugs toen hij De Ruyter de Wildt vermoordde.
Na de moord pleegde hij een aantal gewapende overvallen, waarvoor hij weer in de gevangenis belandde. Tijdens deze straf liep hij een gedeeltelijke dwarslaesie op door een vechtpartij. Na vrijlating wist Henk Smid – ondanks zijn verlamming – een bejaarde vrouw te beroven en verkrachten. Daarna kwam Smid in de Scheveningse gevangenis terecht, waar hij nog steeds zat toen hij in juni 2000 werd aangehouden voor de moord op De Ruyter de Wildt en Van Reen. Na enkele dagen bekende hij beide moorden.
In 2001 kreeg Henk Smid acht jaar gevangenisstraf plus tbs met dwangverpleging. In 2017 werd bekend dat de tbs met twee jaar werd verlengd, maar dat ook ‘longstay’ is aangevraagd. Dat zou betekenen dat Smid nooit meer vrijkomt.